# YOCASOL
YOCASOL株式会社 （よかそる、英文名：YOCASOL INC. ）は、かつて存在した太陽電池モジュールの専業メーカーである。本社を福岡県大牟田市に置いていた。
社名は、九州の方言で「良し」「すばらしい」を意味する「よか」と、スペイン語などで太陽を意味する「SOL」に由来する。

## 概要
太陽電池メーカーMSK（現・サンテックパワージャパン）が2004年に大牟田市に建設した大牟田工場を社屋とした。
2006年8月にMSKが中国の太陽電池大手サンテックパワーによって約345億円で買収（当時の中国企業による日本企業の買収では過去最大のものであった）されたことにより、2007年1月、サンテックパワーが大牟田工場の閉鎖を決定。そこで、工場閉鎖による失業を避けたかった従業員らがEBOを行い、同年7月に新会社としてYOCASOLを設立、11月に事業を開始、工場の閉鎖を免れる事となった。
しかし、2012年11月29日、民事再生法の適用を申請。負債額は24億6000万円。その後、2013年2月4日には東京地方裁判所から再生手続き廃止決定を受け、同年3月11日に破産手続開始決定を受けた。
YOCASOLの事業資産はネミー株式会社、及び子会社のジャパンソーラーファクトリー株式会社が取得した。

## テレビ番組
- 日経スペシャル ガイアの夜明け 甦れ!俺たちの工場～“モノ作りニッポン”再生物語～（2007年11月6日、テレビ東京）[7] - MSK・大牟田工場のEBOを取材。
- NHKスペシャル -「社員みんなで会社を買った～地方発 "EBO" の挑戦～」（2008年3月10日放送）にて、従業員らによるEBOの様子を取り上げた[8]。